# Zlatko Škorić
Zlatko Škorić (ur. 27 lipca 1941 w Zagrzebiu, zm. 23 maja 2019 tamże) – chorwacki piłkarz występujący na pozycji bramkarza. Trener piłkarski.

## Kariera klubowa
Škorić karierę rozpoczynał w sezonie 1960/1961 w pierwszoligowym zespole Dinamo Zagrzeb. Trzy razy wywalczył z nim Puchar Jugosławii (1963, 1965, 1969), a także cztery razy wicemistrzostwo Jugosławii (1963, 1966, 1967, 1969). W 1969 roku przeszedł do francuskiego drugoligowca, Olympique Avignonnais. W jego barwach rozegrał 9 spotkań.
Pod koniec 1969 roku Škorić wrócił do Jugosławii, gdzie został graczem Olimpiji Lublana, z którą w sezonie 1969/1970 dotarł do finału Pucharu Jugosławii. W 1971 roku odszedł do niemieckiego VfB Stuttgart. W Bundeslidze zadebiutował 14 sierpnia 1971 w wygranym 3:0 meczu z Herthą. W Stuttgarcie spędził sezon 1971/1972.
W 1972 roku Škorić przeszedł do Bayernu Monachium. W sezonie 1972/1973 zdobył z nim mistrzostwo RFN. Potem odszedł do Olympique Avignonnais, nadal grającego w drugiej lidze. Tym razem spędził tam dwa sezony. Następnie przez jeden sezon grał w Jugosławii, w drugoligowym NK Zagreb. W 1976 roku zakończył tam karierę.

## Kariera reprezentacyjna
W reprezentacji Jugosławii Škorić zadebiutował 1 kwietnia 1964 w wygranym 1:0 towarzyskim meczu z Bułgarią. W tym samym roku został powołany do kadry na letnie igrzyska olimpijskie, zakończone przez Jugosławię na ćwierćfinale. W latach 1964–1966 w drużynie narodowej rozegrał 8 spotkań.